# Powder Alarm
Guerre d'indépendance des États-Unis
Batailles
Campagne de Boston :
- Powder Alarm
- Suffolk Resolves
- Lexington et Concord
- Boston
- Thompson's War (en)
- Menotomy (en)
- Fairhaven
- Chelsea Creek
- Machias
- Bunker Hill
- Gloucester
- St. John (en)
- Falmouth
- Charlottetown (en)
- Expédition Knox
- Dorchester Heights

La Powder Alarm (mot à mot « l'alarme de la poudre »), aux États-Unis, fut une réaction populaire massive à une action des troupes britanniques sous les ordres du général Thomas Gage, gouverneur royal du Massachusetts, avant le début de la guerre d'indépendance des États-Unis. Le 1er septembre 1774, des soldats britanniques confisquèrent des réserves de poudre et d'armes de la milice, lors d'une action surprise près de Boston. Cette expédition alarma le pays et les patriotes américains se ruèrent à l'action, pensant que la guerre avait commencé. Bien qu'il se soit avéré qu'il s'agissait d'une fausse alarme, la Powder Alarm incita tous les protagonistes à agir moins précipitamment à l'avenir. Ce fut également une répétition générale pour la Bataille de Lexington et Concord qui eut lieu sept mois plus tard.

## L'expédition

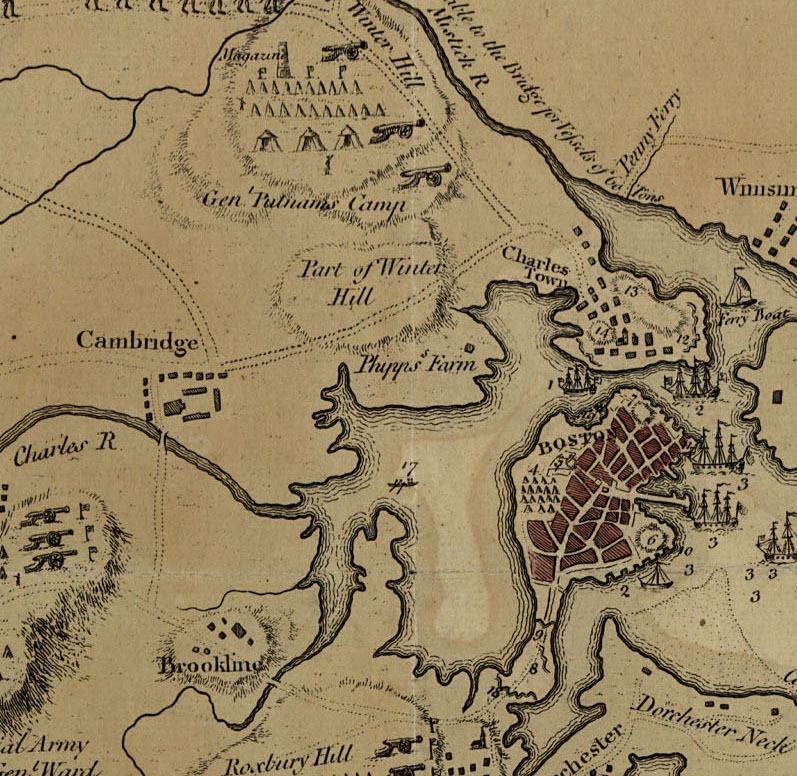
La poudrière (Magazin) est située à la limite nord de cette carte du Siège de Boston de 1775.

Le général Gage, chargé de faire appliquer les très impopulaires Intolerable Acts, cherchant à éviter la survenue de la guerre et à maintenir la paix entre les Patriotes et les Loyalistes, pense que la seule chose à faire est de saisir les équipements militaires entreposés au Massachusetts.
En ce matin du 1er septembre 1774, une force d'environ 260 soldats britanniques remontent à la rame la Mystic River de Boston à Winter Hill, aujourd'hui Somerville (Massachusetts). À cette époque, cette terre faisait partie de la ville de Charlestown, qui était une entité indépendante de Boston. De là, ils marchent sur deux kilomètres jusqu'à la poudrière qui se trouve toujours dans Powder House Square à Somerville, où l'on a entreposé la plus grosse quantité de poudre du Massachusetts. Le sherif du comté remet la clé du bâtiment aux troupes du Roi qui avant le lever du soleil emmènent toute la poudre. La plupart des soldats rentrent à Boston par la rivière, mais un petit contingent se rend à Cambridge (Massachusetts), pour y enlever deux pièces d'artillerie qu'ils ramènent par voie terrestre à Boston par le pont de Great Bridge (en).

## La réaction
Cette expédition déclenche le jour suivant une marche sur Boston de dizaines de milliers de miliciens qui ont entendu des rumeurs faisant état d'un conflit armé et de mouvements de troupes britanniques incessants. Après avoir été correctement renseignés, ces miliciens rentreront chez eux. Une foule de patriotes en colère chassa quelques loyalistes hors de Cambridge et contraignit le sherif qui avait remis les clés de la poudrière à signer un serment selon lequel il ne ferait plus jamais appliquer les Intolerable Acts ou n'obéirait aux ordres de Gage.
La réaction furieuse de la population surprit Gage, et une seconde expédition fut annulée. Gage concentra ses troupes à Boston et demanda des renforts à Londres.

## Conséquences
À la suite de la Powder Alarm, les milices de toute la Nouvelle-Angleterre furent plus prudentes avec leurs réserves et plus intéressées à obtenir des renseignements concernant les plans de Gage et les mouvements de troupe.  Paul Revere joua un rôle important dans cette collecte d'informations grâce à sa situation géographique à Boston, sa qualité d'artisan de la classe moyenne lui permettant des contacts avec tous les milieux sociaux et sa position politique bien connue de Patriote.
Le 21 septembre 1774, les leaders des Patriotes de Nouvelle-Angleterre se rencontrèrent à Worcester (Massachusetts) et engagèrent les conseils des villes d'organiser un tiers de leurs milices en compagnies de Minutemen. Ils instituèrent également un système de messagers à cheval qui s'avéra essentiel lors de la Bataille de Lexington et Concord. En octobre, l'ancien corps législatif du Massachusetts se réunit afin de contrer le Massachusetts Government Act et se déclara Premier Congrès Provincial. Il créa le Committee of Safety (commission de sécurité), sur le modèle du corps du même nom qui siégea lors de la première révolution anglaise, qui recommanda qu'un quart des milices soient composées de minutemen.
Les réserves de poudre — que les Loyalistes désignent comme "la poudre du Roi" et les Patriotes comme "la poudre de la milice" — furent enlevées des forts à Newport (Rhode Island), Providence (Rhode Island) et New London (Connecticut) et distribuées aux milices des villes éloignées de la côte.  Fort William and Mary à Portsmouth (New Hampshire), gardé par six soldats britanniques, fut pris par les miliciens du New Hampshire le 15 décembre après un bref échange de coups de feu mais sans que l'on déplore de sérieuses blessures puis les réserves de poudre furent emportées.
Le dimanche 27 février 1775, une force de 240 soldats britanniques est envoyée pour confisquer les armes à Salem (Massachusetts). Ils sont arrêtés par une petite foule qui remonte le pont-levis et les accable de sarcasmes pendant que d'autres déménagent les canons et vont demander l'aide des villes voisines. Puis le pont-levis est abaissé et les Britanniques peuvent enfin fouiller en vain la forge ou se trouvaient les canons. Ils retournent à leurs bateaux alors qu'une force grandissante de miliciens les raillent tout au long du chemin.
Ces conflits sans victime semblent — aussi bien pour les participants que pour les historiens, qui ont l'avantage du recul — mener inévitablement à une guerre ouverte. Cependant on rappellera que cette spirale d'évènements incontrôlables qui conduisirent à la Bataille de Lexington et Concord le 19 avril 1775 auraient pu déboucher sur une nouvelle Powder Alarm sans aucune victime à déplorer.

## Source
- (en) Cet article est partiellement ou en totalité issu de l’article de Wikipédia en anglais intitulé « Powder Alarm » (voir la liste des auteurs).